# Hanishina-gun
Hanishina-gun (jap. 埴科郡) ist ein Landkreis (gun) in der japanischen Präfektur Nagano. Ihm gehört mit der Stadt (machi) Sakaki nur eine einzige Kommune an. Dadurch sind seine Fläche von 53,64 km² und seine Einwohnerzahl von 13.967 Menschen mit dieser Stadt identisch.

## Geschichte
Eine Kreisverwaltung bestand seit dem 14. Januar 1879. Durch die Etablierung der modernen japanischen Kommunalstruktur gehörten ihm seit dem 1. April 1889 zwei Städte und 15 Dörfer (mura) an. Am 12. Juli 1904 wurde das Dorf Sakaki zur Stadt. Am 17. April 1940 wurde das Dorf Togura zur Stadt und am 1. März 1948 wurde das Dorf Hanyū zur Stadt, so dass fünf Städt und 12 Dörfer zu Hanishina-gun gehörten. Während der großen Gebietsreform der 50er Jahre (shōwa daigappei) verringerte sich die Anzahl der zu Hanishina-gun gehörenden Kommunen sehr stark. Im Jahre 1960 gehörten nur noch die Städte Matsushiro, Sakaki und Togura zu Hanishina-gun. Die Stadt Matsushiro wurde am 16. Oktober 1966 mit der kreisfreien Stadt (shi) Nagano zusammengelegt. Togura wurde am 1. September 2003 mit der Stadt Kamiyamada und der kreisfreien Stadt Kōshoku zum neuen Chikuma zusammengelegt, so dass Hanishina-gun seitdem nur noch aus der Stadt Sakaki besteht.

## Töchter und Söhne des Landkreises
- Kuribayashi Tadamichi (1891–1945), General des Kaiserlich Japanischen Heeres